# Circumcisie
Circumcisie, mannenbesnijdenis of jongensbesnijdenis is het rondom verwijderen van de voorhuid (preputium) van de menselijke penis. Volgens schattingen was in 2006 circa 30% van alle mannen wereldwijd besneden (circa 665 miljoen mannen). De ingreep kan om medisch-therapeutische, medisch-preventieve, religieuze of culturele redenen worden uitgevoerd. Circumcisie is een Latijns woord samengesteld uit circum (rondom) en cisie (snijden).
De meeste circumcisies worden uit religieuze overtuiging uitgevoerd. Als godsdienstig ritueel wordt de besnijdenis door joden en moslims toegepast. Bij veel inheemse volkeren vindt het bij overgangsrituelen plaats, waaraan zowel jongens als meisjes worden onderworpen. In de antieke wereld kenden de Egyptenaren eveneens de besnijdenis.
Bij de circumcisie van minderjarigen om niet-therapeutische redenen botsen twee rechten van de mens: het recht op lichamelijke integriteit en het recht op godsdienstvrijheid. Deze juridische aspecten van circumcisie geven voor sommigen aanleiding te pleiten voor een verbod op besnijdenis van minderjarigen.

## Besnijdenisstijlen

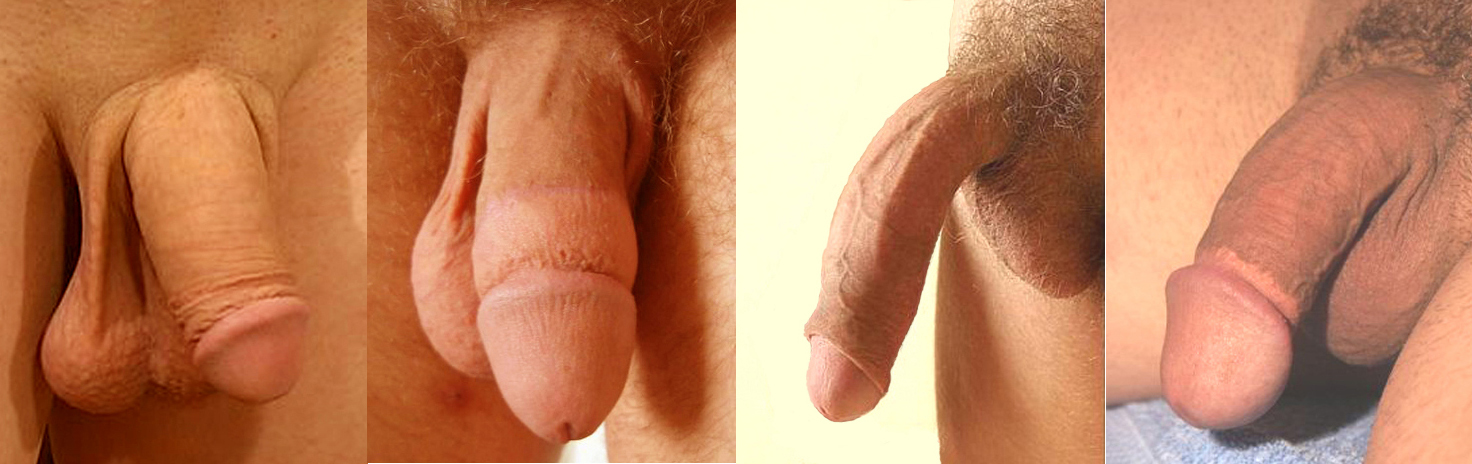
Besnijdenisstijlen, van links naar rechts: hoog en los, hoog en strak, laag en los, laag en strak

### Los en strak besneden
Bij een los besneden variant blijft een deel van de huidplooi staan zodat de eikel bij een slappe penis nog gedeeltelijk of soms zelfs geheel bedekt is. Bij een strak besneden variant wordt de huidplooi geheel verwijderd, waardoor de eikel ook in slappe toestand vrij ligt en de penishuid in erectie nog nauwelijks over de schacht kan worden bewogen.

### Laag en hoog besneden
Bij een laag besneden variant ligt het litteken vlak onder de rand van de eikel.
Bij een hoog besneden variant ligt het litteken hoger op de schacht van de penis, een deel van het binnenblad van de voorhuid is teruggevouwen over de penis.

### Frenulotomie
Frenulotomie is het doorsnijden of verwijderen van het voorhuidriempje. Dit kan in combinatie met een circumcisie worden uitgevoerd.

### Bijzondere varianten
In sommige culturen zijn er ingrijpender vormen van besnijdenis gangbaar. Sommige Afrikaanse stammen verwijderen de huid van de schacht van de penis. In Japan komt een vorm voor van besnijdenis die de penis vrij diep inkerft. De Australische Aboriginals snijden de penis zo diep in dat hij op twee bundels zwellichamen gaat lijken. Deze imitatie van de penis van de kangoeroe is waarschijnlijk geïnspireerd door het veelvuldige paren van deze dieren. De oer-Australiërs maken ook een gat in de urinebuis, op de plaats waar hij onder aan de penis zichtbaar wordt. Door de vinger op het gat te leggen, of dat juist na te laten, verandert men de kans op zwangerschap.

## Operatieve handeling
Een besnijdenis kan uit de vrije hand uitgevoerd worden, maar er zijn ook diverse hulpmiddelen waarbij de huid afgeklemd wordt en de bloedtoevoer afgesneden. Bekende hulpmiddelen zijn de Plastibell (vooral gebruikt voor besnijdenis van kinderen), de Mogen en de Gomco klem. Bij een besnijdenis met een klem blijft altijd een deel van de binnenkant van de voorhuid zitten, dit wordt een "hoge" besnijdenis genoemd. Een besnijdenis kan poliklinisch worden uitgevoerd.

## Redenen voor een besnijdenis

### Medisch-therapeutisch
Een medische reden voor een besnijdenis is een vernauwing van de voorhuid (fimosis) waardoor een erectie
pijnlijk kan zijn en het moeilijk is de eikel schoon te houden. Andere medische redenen voor een besnijdenis zijn lichen sclerosus, paraphimosis en terugkerende balanitis. Een voorhuidverwijdende operatie (verwijdings- of Z-plastiek) kan een alternatief zijn bij een te nauwe voorhuid. Hierbij wordt met een z-vormige insnede de voorhuid wijder gemaakt. Hierbij bestaat wel een kans dat door littekenvorming opnieuw vernauwing optreedt. Ook een dorsal slit is mogelijk waarbij de voorhuid wordt ingesneden aan de rugzijde van de penis.

### Medisch-preventief
Bij een onbesneden penis kan zich smegma onder de voorhuid ophopen. Een betere hygiëne kan dan ook een argument voor een besnijdenis zijn aangezien na een besnijdenis zich geen smegma meer kan ophopen. Voor een goede hygiëne dienen onbesneden mannen dagelijks de voorhuid terug te schuiven bij het wassen van de penis.
Onderzoeken die de link tussen urineweginfecties en besnijdenis-status onderzocht hebben, laten een minimaal lager risico op urineweginfecties in besneden mannen zien.
De Amerikaanse kinderartsen komen na een kritische beschouwing van de literatuur tot de vaststelling dat besnijdenis het risico op HIV, genitale herpes en syfilis vermindert. Ook verminderen de kansen op kanker van de penis, urineweginfecties in het eerste levensjaar en op baarmoederhalskanker bij seksuele partners.
M. Daugherty meldde in 2017 dat onderzoek van 1520 mannen (18-59 jaar oud) bij 45,2% het humaan papillomavirus (HPV) werd aangetoond. Bij besneden mannen (77,8% van de onderzoekspopulatie) was er een tweemaal zo hoog risico (p=0,03)op de high-risk HPV stammen 16 en 18. Ander onderzoek liet juist zien dat HPV minder bij besneden mannen dan bij onbesneden mannen voorkwam en dat vrouwen met besneden mannen daardoor minder risico lopen op baarmoederhalskanker.

#### Kanker
Kanker van de penis, een zeldzame vorm van kanker die jaarlijks ontdekt wordt bij ongeveer 120 mannen in Nederland en tot amputatie van de penis kan leiden, komt bij besneden mannen minder voor.

#### HIV-overdracht
Besnijdenis blijkt door verschillende studies in Afrika het risico van overdracht van het HIV-virus van vrouwen naar mannen met 54-60% te verminderen. Omdat HIV in Nederland relatief weinig voorkomt en besnijdenis geen complete bescherming biedt, wordt het in Nederland niet ingezet als preventiemiddel. De Wereldgezondheidsorganisatie en UNAIDS erkennen besnijdenis in Oost- en Zuid-Afrika als bijkomende interventie om het risico op hiv door vaginale geslachtsgemeenschap bij de man te verminderen.

#### Medische afweging
De Koninklijke Nederlandsche Maatschappij tot bevordering der Geneeskunst (KNMG) ziet geen overtuigende argumenten voor een routinematige besnijdenis. Vanwege de kans op complicaties en het hogere doel de lichamelijke integriteit van kinderen te willen beschermen raadt zij besnijdenis af. Als mogelijke complicaties noemt zij onder meer bloeding, infectie, plasbuisvernauwing en paniekaanvallen. Er zijn ook gevallen van gedeeltelijke of gehele amputatie bekend. Bij bepaalde rituele besnijdenissen kan ook herpes overgedragen worden, met een zware handicap of de dood tot gevolg.
 Er kunnen urineproblemen ontstaan door ontstekingen, lelijke littekens of gebogen penissen door de ingreep. Naast de directe medische complicaties zijn er ook psychologische problemen en complicaties op het gebied van seksualiteit mogelijk. De extreme pijnervaringen bij een onverdoofde besnijdenis van pasgeborenen kunnen jaren later nog gedragsveranderingen als gevolg hebben. Er zijn mannen die zich verminkt voelen doordat ze op jonge leeftijd besneden zijn. Ze zijn boos over de opgelegde verandering van hun lichaam en verwijten hun ouders dat die deze keuze voor hen hebben gemaakt.
De Amerikaanse Academy of Pediatrics (AAP) stelt in haar circumcision policy statement dat de voordelen van een besnijdenis niet groot genoeg zijn om de routinematige besnijdenis van alle nieuwgeborenen aan te bevelen, maar dat de voordelen van een besnijdenis voldoende zijn om families die ervoor kiezen toegang tot de ingreep te geven. Toch is in de Verenigde Staten ruim 60% van de jongens besneden.
De AAP stelt dat ouders de keuze gelaten moet worden om een kind wel of niet te laten besnijden, waarbij naast medische factoren, ook culturele, religieuze en ethische overwegingen een rol kunnen spelen. In tegenstelling tot de KNMG stelt de AAP dat de meeste complicaties die zich voordoen weinig om het lijf hebben en goed te behandelen zijn. De AAP merkt ook op dat de keuze om een jongen niet te besnijden ook tot (medische) schade kan leiden. De Amerikaanse kinderartsenorganisatie geeft aan dat er verschillende veilige en effectieve manieren van pijnbestrijding beschikbaar zijn voor een besnijdenis.

### Religieus

#### Joodse besnijdenis in de Thora en het Nieuwe Testament
In Genesis 17:10-14 geeft God aan Abraham het bevel dat zijn mannelijk nageslacht en alle mannen in zijn huis besneden moeten worden als teken van het verbond met God.

Dit is mijn verbond, dat gij zult houden tussen Mij en u en uw nageslacht: dat bij u al wat mannelijk is besneden worde...
— Genesis 17:10

De besnijdenis moet op de achtste dag na de geboorte van een jongetje, waarbij de geboortedag wordt meegeteld. De man die zich niet laat besnijden is, zal worden uitgeroeid uit zijn volksgemeenschap. Mozes besneed zijn zoon niet kort na de geboorte, zoals gebruikelijk bij de Midjanieten en God wilde Mozes daarom doden. Dat gebeurde echter niet, omdat Mozes' Midjanitische vrouw Zippora hun zoon juist op dat moment besneed, volgens Exodus 4:24-26. In het Bijbelboek Leviticus 12:3 bevestigt God tegen Mozes dat een mannelijk kind op de achtste dag moet worden besneden. Tijdens de Uittocht uit Egypte werd de besnijdenis nagelaten, maar na aankomst in Palestina krijgt Jozua door God opdracht de kinderen van Israël alsnog te besnijden, zoals vermeld in Jozua 5:2-8.
In de tijd van het Nieuwe Testament was het gebruikelijk dat een kind bij de besnijdenis een naam kreeg. Dat blijkt uit Lucas 1:59 en 2:21, bij de besnijdenis van Johannes de Doper en Jezus. In deze twee gevallen was de naam echter al eerder vastgesteld (door God besloten). Uit het Oude Testament en de Talmoed is niets bekend over het gebruik om een kind bij de besnijdenis een naam te geven, al moet worden gezegd dat Abram van God een nieuwe naam kreeg op het moment dat de besnijdenis werd ingevoerd (Genesis 17:5-14). Voor de afwijkende christelijke visie van de apostel Paulus op besnijdenis in het Nieuwe Testament, zie onder.
De verplichte besnijdenis voor joodse gelovige mannen is gebod 17 van de 613 mitswot, een later overzicht van joodse religieuze geboden.

#### Jodendom
In het jodendom worden jongetjes vanwege het verbond dat God met Abraham sloot, zoals beschreven in de Thora, op de achtste dag na hun geboorte besneden. Dit wordt briet mila genoemd. In het Charedisch Jodendom komt het soms voor dat de mohel, doorgaans de rabbi, het bloed van de besneden penis met de mond weg zuigt, het zogenaamde metzitzah b'peh. Omdat dit de kans op infecties duidelijk vergroot, is het zeer omstreden.

#### Islam

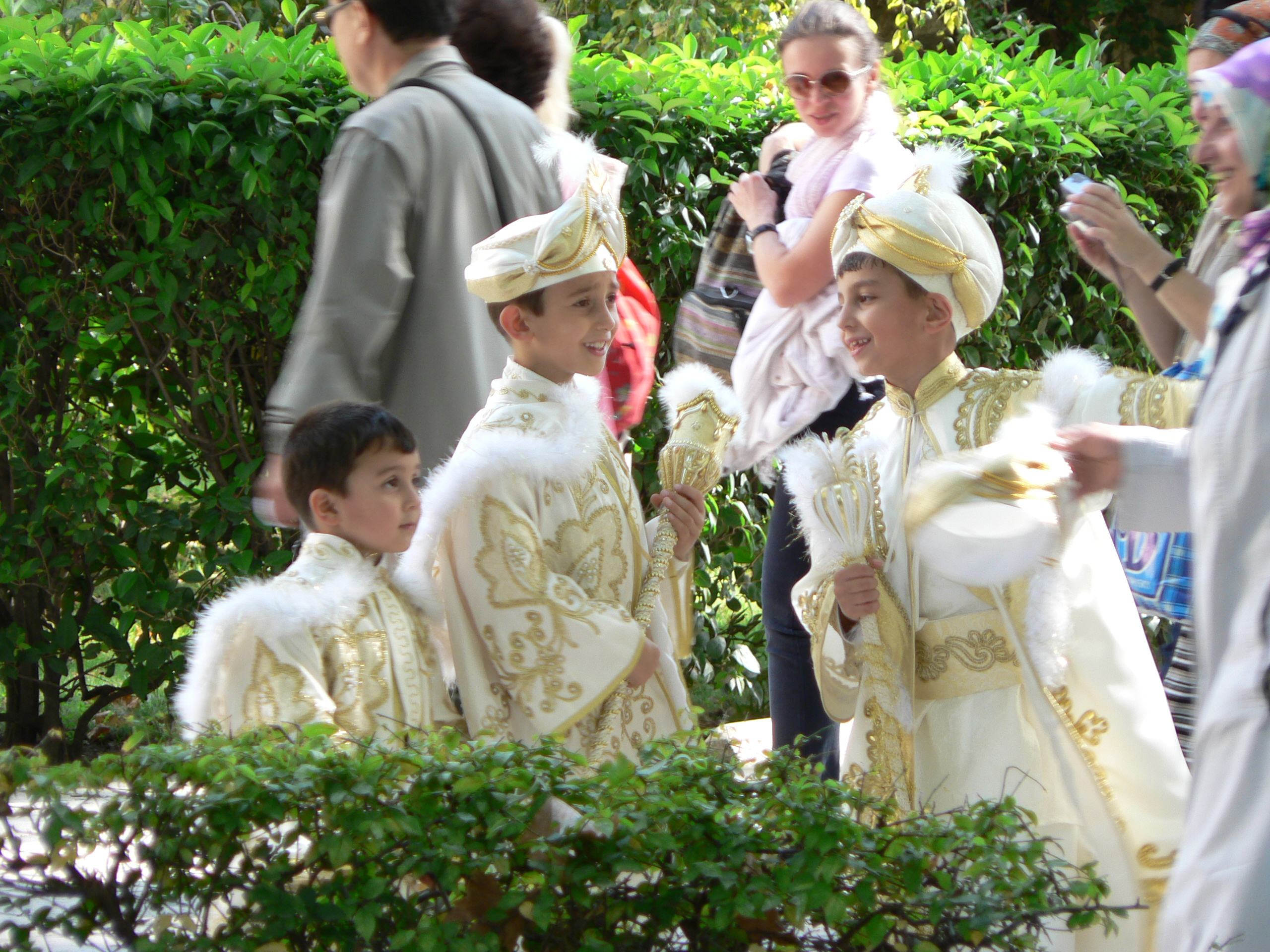
Jongens tijdens een besnijdenisfeest

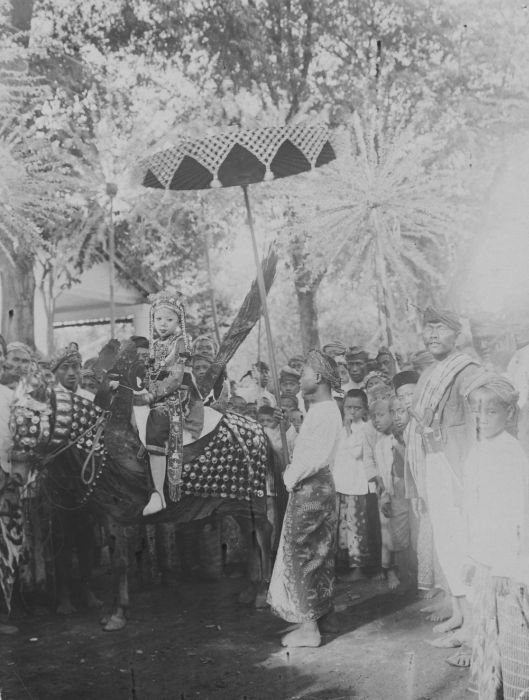
Toeschouwers bekijken de optocht bij een besnijdenisfeest te Pasoeroean, met in het middelpunt de op een versierd paard zittende jongen, 1900-1938, Wereldmuseum Amsterdam

In de islam wordt doorgaans aangenomen dat besnijdenis (Khitan (Arabisch: ختان) of Khatna (Arabisch: ختنة)) niet verplicht is. Het staat nergens vermeld in de Koran, maar het is wel gebruikelijk, omdat de profeten na Ibrahim besneden zouden zijn; Mohammed is volgens de Overleveringen besneden geboren. Islamitische geleerden associëren de besnijdenis ook wel met de beheersing van de lagere passies.
De leeftijd waarop een jongen besneden wordt is sterk afhankelijk van lokale gewoonten. Vaak gebeurt dit kort na de geboorte, maar in ieder geval voor de puberteit. Ook bekeerlingen wordt door de meeste religieuze leiders aangeraden zich te laten besnijden (sterk aanbevolen soenna), hoewel het geen voorwaarde is om moslim te worden. De Koran in soera Het Geslacht van Imraan 95:
Zeg: "God heeft de waarheid gesproken; volgt daarom de godsdienst van Abraham, de oprechte, hij behoorde niet tot de afgodendienaren."
Moslims worden opgeroepen de godsdienst van Ibrahim na te volgen. Ibrahim liet zich besnijden, zelfs nog op latere leeftijd, in opdracht van God. Dit is een reden waarom moslims, ook bekeerlingen, zich laten besnijden.
Een Hadith van Sahih Muslim stelt daarnaast het volgende:
Aboe Hoeraira heeft gezegd: Vijf zaken behoren tot de natuurlijke aanleg van de mens (fitra) of zijn onderdeel daarvan: de besnijdenis, het scheren van het schaamhaar, het knippen van de nagels (van voet en hand), het uittrekken van de haren onder de oksels en het knippen van de snor.
Verschillende Hadiths (Sahih al-Bukhari, Sahih Muslim, Al-Adab Al-Mufrad) vermelden de besnijdenis niet als behorende tot de fitra.
Besnijdenis is dus gecontesteerd binnen de Islam. In een aantal verzen in de Koran wordt aangegeven dat de wereld, en de mens zoals hij is, perfect geschapen is door God. Het wijzigen van Gods schepping, het menselijk lichaam, is te beschouwen als niet toegestaan.

### Cultureel

#### Masturbatie
De Amerikaanse gewoonte om jongetjes te laten besnijden wordt in verband gebracht met de tot in de 20e eeuw wijdverbreide hysterie rond masturbatie, en zijn in die tijd veronderstelde negatieve effecten. De eikel van een besneden jongen zou minder gevoelig dan die van een onbesneden leeftijdgenoot zijn.
Dr. John Harvey Kellogg beval besnijdenis aan als 'remedie' voor masturbatie. "De operatie zou uitgevoerd moeten worden zonder anesthesie, zodat de pijn van de operatie een helend effect zou hebben op de geest, in het bijzonder als het verbonden wordt met het idee van straf."

#### Tantrisme
Volgens de Indische tantristische Ananda Marga-beweging is de besnijdenis een alternatief voor het teruggetrokken houden van de voorhuid in een laungota of kaopina, de klassieke lendendoek, die voorgeschreven wordt in de meditatieve yoga om hygiënische redenen en om onwillekeurige prikkelingen van de penis te vermijden.

## Gevolgen van besnijdenis

### Gevoeligheid eikel
Er is geen medische consensus over de vraag of een besnijdenis invloed heeft op de gevoeligheid van de eikel. Diverse onderzoeken spreken elkaar tegen. Sommige mannen zeggen dat hun besnijdenis de seksualiteit beter maakt; anderen zeggen dat het het gevoel vermindert, wat overigens ook een gewenst effect kan zijn.
Uit onderzoek van Masters and Johnson blijkt dat er geen verschil in gevoeligheid van de eikel is bij besneden en onbesneden mannen. Volgens een onderzoek in de British Journal of Urology International daarentegen is de eikel van een besneden penis minder gevoelig voor aanrakingen en verwijdert besnijdenis 'de gevoeligste delen van de penis'. De Amerikaanse Academy of Pediatrics stelt daar dan weer tegenover dat de meeste resultaten van dat onderzoek niet betrouwbaar ("statistisch niet significant") zijn en dat het sowieso onduidelijk is of gevoeligheid voor aanraking met een draadje (zoals gebeurde in het onderzoek) enige relevantie heeft met betrekking tot seksuele voldoening aangezien bij seksuele activiteiten een meer dynamische stimulatie plaatsvindt.

### Masturbatie
Afhankelijk van de aard van de besnijdenis kan het zijn dat een andere masturbatie-techniek effectiever is, of in uitzonderlijke gevallen een glijmiddel nodig is om te masturberen.

### Seksualiteit
Uit data van de International Society for Sexual Medicine komt naar voren dat besneden mannen geen mindere seksuele functie ervaren of minder genot dan een onbesneden man. Uit onderzoek van de National Health and Social Life Survey komt naar voren dat besneden mannen meer gevarieerde seks rapporteren dan onbesneden mannen.

### Psychologisch
Een besnijdenis kan levenslange psychologische schade veroorzaken wanneer geen enkele vorm van verdoving wordt gebruikt.
Het komt voor dat mannen die op jonge leeftijd besneden zijn zich mismaakt voelen en besluiten de resterende voorhuid, indien aanwezig, op te rekken om de natuurlijke staat zover als mogelijk te herstellen.
Het omgekeerde verschijnsel komt in kringen waar besneden-zijn de norm is ook voor. Hier voelen jongens die niet op de daarvoor gebruikelijke leeftijd besneden zijn zich later onvolwaardig.

## Protest tegen besnijdenis
In Amerika en elders zijn tegenstanders van besnijdenis ("intactivisten") actief. Zij pleiten voor een verbod op besnijdenis van minderjarigen omdat zij het als een verminking zien, en een inbreuk op de lichamelijke integriteit. Artsen die tegen besnijdenis zijn sluiten zich soms aan bij organisaties als Intact America en Doctors Opposing Circumcision. Tegelijkertijd zijn er ook artsen en joodse besnijders die doodsbedreigingen ontvangen van radicale anti-besnijdenisactivisten.

## Geschiedenis van de besnijdenis in het christendom

### Eerste eeuwen

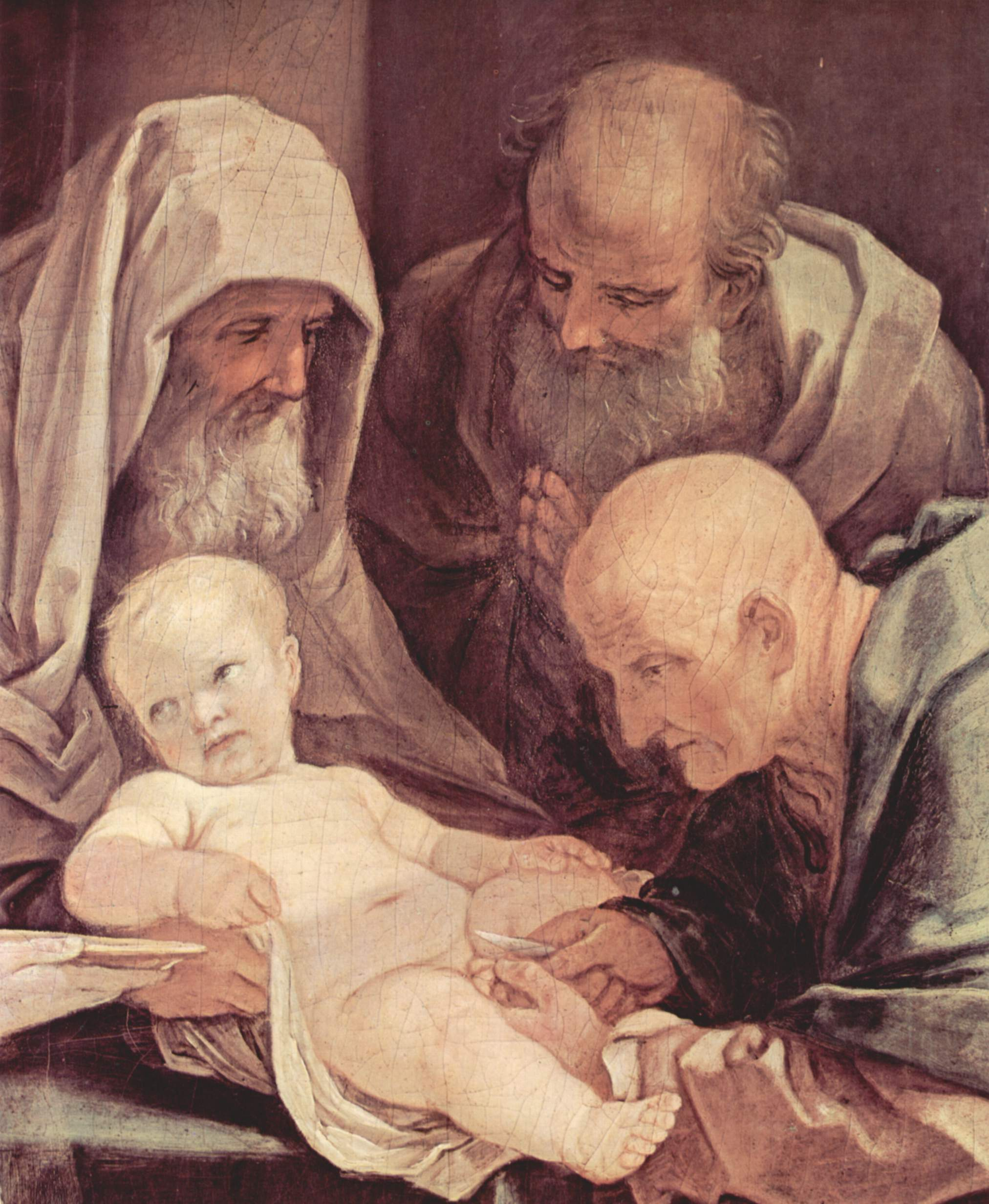
Besnijdenis van Jezus door Guido Reni, geschilderd ca. 1640

Binnen het christendom worden mannen soms besneden. In het Lucas 2:21 staat dat Jezus 8 dagen na zijn geboorte zou gaan worden besneden of is besneden (afhankelijk van de vertaling). Vanwege het verbond met God (het feit dat hij Joods was), zoals genoemd in het Oude Testament, zou Jezus zijn besneden. De voorhuid van Christus zou als relikwie bewaard zijn gebleven; op meerdere plaatsen, o.a. in Marseille, wordt beweerd dat de voorhuid zich daar bevindt. Doordat men de traditie is gaan aanhouden dat Jezus op 25 december geboren is, was (acht dagen later, zoals in het jodendom gebruikelijk) 1 januari de besnijdenisdag van Jezus, de zogenoemde Besnijdenis des Heren. In sommige liturgieboeken is deze besnijdenisdag nog als feestdag terug te vinden.
Na Jezus' dood ontstond er onder zijn apostelen een conflict over of dit onderdeel van de Joodse wet van Mozes nog steeds geldig was nu God een nieuw verbond had gesloten met de christenen. Volgens de apostel Paulus in zijn Brieven was de joodse besnijdenis zinloos en in strijd met Jezus' leer. De christelijke doop vormde een symbolische "besnijdenis van Christus" en verving de joodse besnijdenis.
Tijdens het eerste christelijke Concilie van Jeruzalem rond het jaar 50 besloten de apostelen dat christenen zich niet hoefden te besnijden. De leer van de kerk dat de doop in de plaats is gekomen van de besnijdenis is gebaseerd op de Brief van Paulus aan de Kolossenzen 2:11-12. Dit is een besluit van onder andere de beschreven discussie tijdens het Concilie van Jeruzalem en het daarop volgende in het Bijbelboek Handelingen. In de eerste eeuwen waren er vooral veel Joodse christenen die de traditie om kinderen te laten besnijden nog hebben voortgezet, maar de meeste heidense bekeerlingen tot het christendom namen de praktijk niet over. Met het verdwijnen van de Joodse christenen halverwege de 5e eeuw verdween de praktijk van circumcisie uit het vroege christendom.
De theoloog Marius Heemstra wees in zijn proefschrift voor wat betreft de rol van de besnijdenis in het uiteengaan van jodendom en christendom ook nog op een fiscaal-historisch aspect: kort na de verwoesting van de tempel zat keizer Domitianus (81-96) in geldproblemen. Hij is toen de joodse tempelbelasting zelf gaan incasseren ('fiscus judaicus'). Belastingontduikers werden vervolgd. Dit waren zowel joden als christelijke joden en christelijke niet-joden, waarbij de strafmaat voor christelijke niet-joden het hoogst was: de ene groep verloor zijn bezittingen maar wie 'clandestien joods' of - in de betekenisgeving van die tijd - 'atheïst' was (iemand die de Romeinse goden niet erkende) kreeg de doodstraf. Ondanks het huishouden in het joodse land door de Romeinen bleef het jodendom dus wel een legale godsdienst, maar christenen waren dat in die periode nog helemaal niet. De besnijdenisdiscussies die in het Bijbelboek Handelingen te lezen zijn kunnen hierdoor in een ander licht komen te staan. Besnijdenis kon tot voor de rechtbank als vernederend bewijs voor joods-zijn worden gebruikt, maar de
joodse belastingontduiker bleef in leven. Met besnedenen waarvan het bekend was dat ze geen jood waren, zou het heel verkeerd kunnen aflopen. Het ging omstreeks 90 in ieder geval niet alleen om een strijd tussen twee religies, maar ook om de Romeinse bezetter die daarin zijn verdelende werk deed.

### Middeleeuwen
Rond het jaar 400 werd de eerste dag van het jaar nog beschouwd als een dag van inkeer en boete als reactie op de heidense gebruiken die gepaard gingen met de Nieuwjaarsdag. Vanaf de 7e eeuw wordt het streven merkbaar een eigen feestdag te stellen tegenover de heidense gebruiken. Mogelijkerwijs is de Besnijdenis des Heren in Rome
ingevoerd in de 8e of 9e eeuw. De liturgieteksten geven aanwijzingen dat er een ouder feest aan ten grondslag ligt, bijvoorbeeld de kerkwijding van de Heilige Maria Antiqua op het Forum in Rome. De feestdag werd als belangrijk gezien, omdat het het eerste bloed was dat Jezus vergoten zou hebben en om de symbolische toekenning van de naam 'Jezus' (God redt).
Veel later waren er onder meer in het oude Tsjechië groeperingen, zoals de abrahamisten (een late afsplitsing van de hussieten) die hun zonen wel weer gingen besnijden, mede omdat zij de Bijbel uit het Hebreeuws interpreteerden en niet uit het Latijn.

### 19e eeuw
Circumcisie werd in de Engelstalige wereld pas eind 19e eeuw een gebruikelijke medische procedure. Destijds begonnen Britse en Amerikaanse artsen het hoofdzakelijk voor te schrijven als een manier om masturbatie te ontmoedigen. Voorafgaand aan de 20e eeuw werd algemeen geloofd dat masturbatie de oorzaak was van een groot aantal fysieke en psychische aandoeningen, waaronder epilepsie, verlamming, impotentie, gonorroe, tuberculose, zwakzinnigheid en krankzinnigheid.
Tegenwoordig zijn er ook groepen christenen zoals de Messiasbelijdende Joden en andere christenen (onder meer in Amsterdam) die vinden dat ieder lid van de gemeenschap besneden dient te worden.

## Prevalentie

Prevalentie van circumcisie per land (2015)
Meer dan 90%
40 tot 49%
Minder dan 1%

### Australië
In Australië was in 1970 naar schatting 70% van alle mannen en jongens besneden. Circumcisie bereikte in Australië haar hoogtepunt in de jaren 1950 met een graad van meer dan 80%, maar deze is sterk afgenomen tot een geschatte 26% in 2012.

### België
Volgens een landelijke enquête uit 2013 zijn 22,6% van alle volwassen mannen in België besneden. In 2012 meldde Le Soir een toename van 21% in het aantal besnijdenissen in België van 2006 tot 2011. In de voorgaande 25 jaar zou een op de drie in België geboren jongens besneden zijn. Uit een rondvraag bij Waalse en Brusselse ziekenhuizen bleek dat ongeveer 80 tot 90% van de ingrepen religieus of cultureel gemotiveerd was. In 2017 werd geschat dat ongeveer 15% van de Belgische mannen besneden zijn. De incidentie is geleidelijk toegenomen: in 2002 ondergingen nog 17.800 jongens of mannen circumcisie, hetgeen onder islamitische invloed groeide tot bijna 26.200 in 2016.

### Canada
In Canada was volgens de Canadian Maternity Experiences Survey (MES) in 2006–2007 31,9% van de mannen besneden, hetgeen een afname toont vergeleken met 1970 toen het naar schatting 48% was.

### Duitsland
In Duitsland daalde het aantal besnijdenissen en preputiumsparende operaties in absolute en relatieve cijfers. Besnijdenissen kwamen vaker voor in de eerste 5 levensjaren en boven de 15 jaar, terwijl preputiumbehoudende ingrepen de voorkeur kregen in de leeftijdsgroepen tussen 5 en 14 jaar. Er was een relevante daling van het aantal besnijdenissen bij patiënten in alle leeftijdsgroepen tussen 2005 en 2017.

### Verenigd Koninkrijk
In 1970 werd de prevalentie van circumcisie in het Verenigd Koninkrijk op 24% geschat. Een landelijke enquête over seksualiteit in 2000 toonde aan dat 15,8% van mannen en jongens in het Verenigd Koninkrijk (leeftijd 16–44) waren besneden door de keuze van hun ouders. 11,7% van 16- tot 19-jarigen en 19,6% van 40- tot 44-jarigen zeiden te zijn besneden. Met uitzondering van zwarte Caraïben waren mannen die overzee waren geboren vaker besneden. Rickwood et al. meldde dat het aandeel Engelse jongens dat om medische redenen werd besneden was afgenomen van 35% in de vroege jaren 1930 tot 6,5% midden jaren 1980. In 2000 werd naar schatting 3,8% van mannelijke kinderen in het VK besneden voordat ze 15 jaar werden. De onderzoekers verklaarden dat nog steeds te veel jongens, vooral jonger dan 5 jaar, werden besneden vanwege een verkeerde diagnose van fimosis. Ze riepen op om dit percentage tot 2% te verminderen.

### Verenigde Staten
In de Verenigde Staten is het relatief gebruikelijk dat mannelijke kinderen besneden worden. In 2013 meldde het Centers for Disease Control and Prevention (CDC) dat het percentage mannelijke besnijdenissen in ziekenhuizen in de VS geleidelijk afnam: van 64,5% in 1979 tot 58,3% in 2010. Medische deskundigen en gezondheidseconomen van Johns Hopkins University stellen dat een daling van het aantal besnijdenissen kan leiden tot miljarden meer uitgaven aan gezondheidszorg door aandoeningen die meer bij onbesneden mannen voorkomen.

### Zuid-Korea
Zuid-Korea heeft een ongebruikelijke geschiedenis van besnijdenis. Omdat besnijdenis begon door contact met het Amerikaanse leger tijdens de Koreaanse oorlog. De operatie wordt over het algemeen meestal uitgevoerd bij oudere mannen en niet bij baby's.
Het is het enige land onder zijn geografische en culturele buren waar de meeste jongens besneden zijn; geen andere landen met sterke confucianistische en boeddhistische tradities besnijden dit percentage van 77%.

### Andere landen
In Ethiopië en Egypte is vrijwel de gehele mannelijke bevolking, waaronder ook zo'n 95% van alle christelijke mannen, besneden.
In Europese landen als Albanië, Bosnië en Herzegovina, Kosovo zijn de meeste jongens besneden; de belangrijkste religie is hier de islam.

## Afbeeldingen

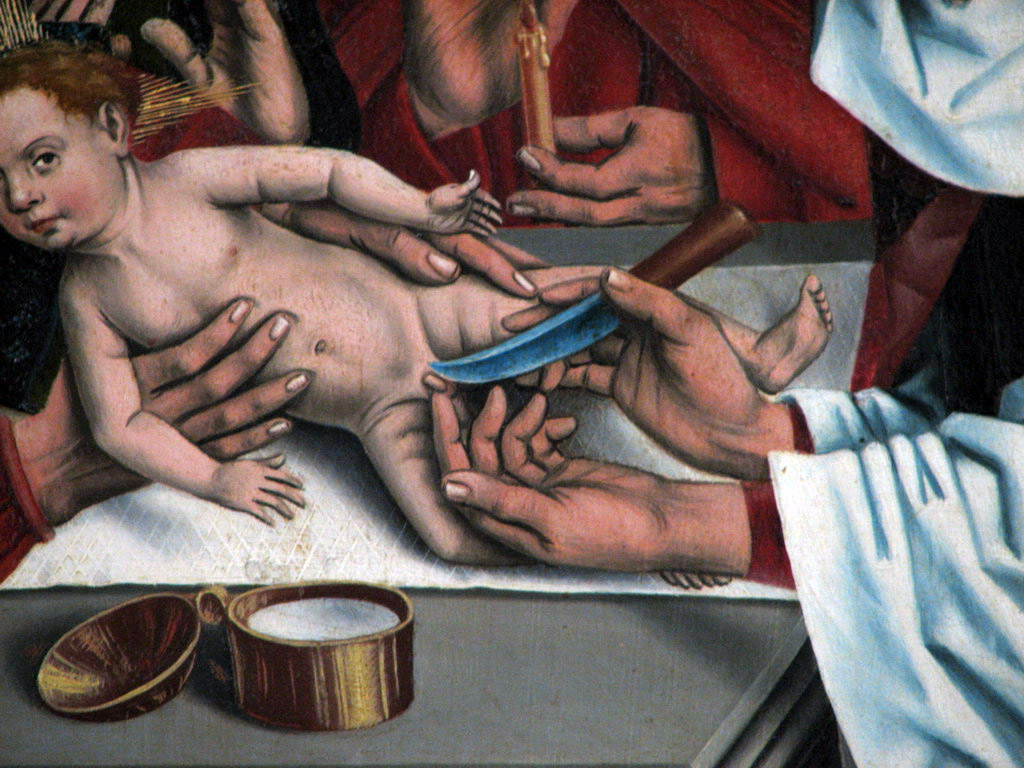
De besnijdenis van Jezus (Friedrich Herlin, 1466)
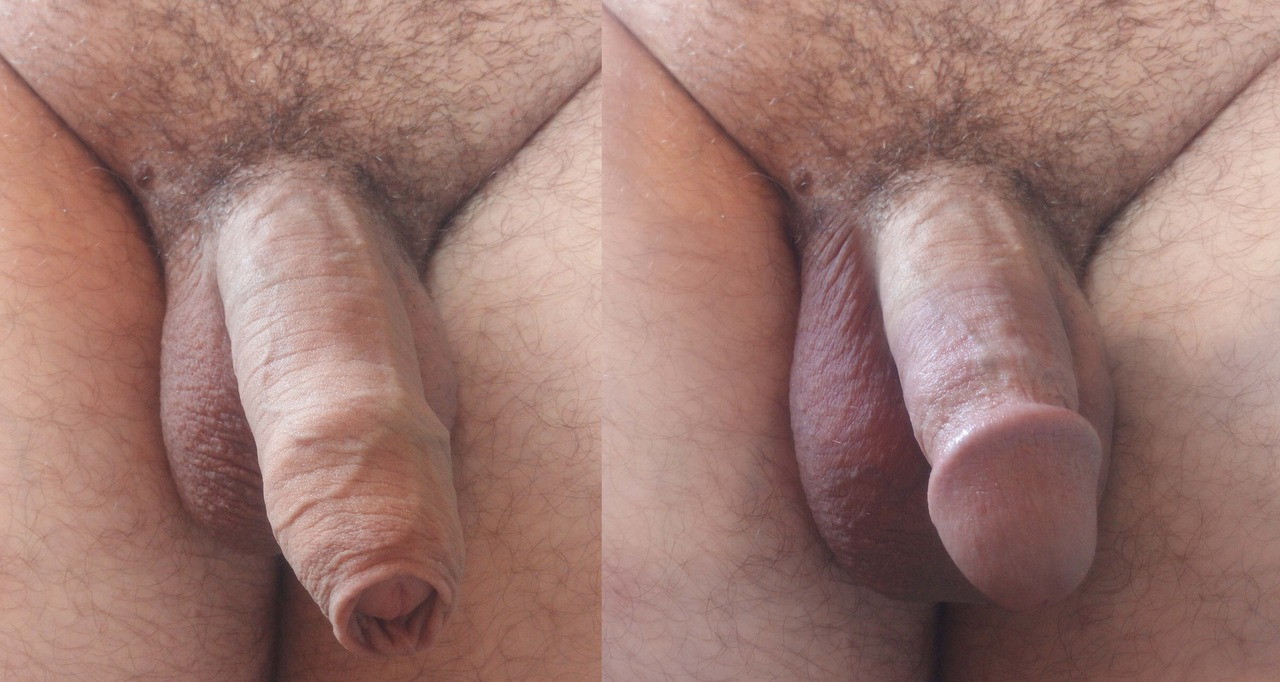
Penis vóór en na besnijdenis.